# Cirnik (gmina Mirna)
Cirnik – wieś w Słowenii, w gminie Mirna. W 2018 roku liczyła 29 mieszkańców.